# Jagtordbog
En ordbog over det særlige ordforråd, der knytter sig til jagt. Jagtsproget, også kaldet jægerlatin, ændrer sig som andre sprog over tid og kan variere på tværs af landsdele. Af danske jagtordbøger kan nævnes:
- Vogdrup-Schmidt, Mathias (2020). Nudansk Jægerlatin, 1.udgave. Indblik. ISBN 978-87-93959-25-5.
- Graa, Lisbet og Gustav (1973). Jagtsproget. Gyldendals oktavbøger. ISBN 8700683426.